# Alain Boyer
Pour les articles homonymes, voir Boyer.
Alain Boyer, né le 20 avril 1954 à Chamalières, est un philosophe et professeur de philosophie français.

## Biographie
Alain Boyer est professeur émérite de philosophie politique à l'université Paris-Sorbonne.  
Ses premiers travaux ont porté sur Karl R. Popper, auquel était consacré son mémoire de maîtrise et dont il a traduit plusieurs ouvrages en français. Il s'est ensuite spécialisé dans la philosophie dite  « anglo-saxonne », et dans la philosophie politique, en particulier la pensée de John Rawls.Il a publié aussi sur Aristote, Hobbes, Descartes, Kant, Marx ou Aron.

## Publications

### Ouvrages
- Introduction à la lecture de Karl Popper, presses de l’ENS, 1994  (ISBN 978-2-7288-0200-5).
- Hors du temps : un essai sur Kant, Vrin, 2001  (ISBN 978-2-7116-1477-6).
- Kant et Epicure, Presses universitaires de France, 2004  (ISBN 978-2-13-054091-5)
- Chose promise : étude sur la promesse, à partir de Hobbes et de quelques autres, Presses universitaires de France, coll. « Léviathan », 2014.
- Apologie de John Rawls, Presses universitaires de France, 2018.
- Karl Marx: la transparence et les entraves , PUL et Vrin, 2024.

### Traductions
- Friedrich A. Hayek, « La théorie des phénomènes complexes », traduction et présentation, in Cahiers du Centre de Recherche en Épistémologie Appliquée, 1989, no 13.
- David W. Miller, "A quoi sert la logique? ", Hermès, 1995.
- Karl Popper, Le réalisme et la science, traduction avec Daniel Andler, Paris, Hermann, 1990  (ISBN 978-2-7056-6037-6).
- Karl Popper, Un univers de propensions, traduction et présentation, 80 p., 1992  (ISBN 978-2-905372-60-4).